# Просветно-хумано удружење Шумадинаца
Просветно-хумано удружење Шумадинаца основано је на скупштини одржаној 12. јула 1932. године и његови чланови могли су бити сва лица рођена у Шумадији или су пореклом из Шумадије или су дуже времена живели у Шумадији. Удружење има задатак да одржава везе са Шумадијом, са свим културним и хуманим друштвима и удружењима у овом региону ради међусобног потпомагања. Поред овога, да и сопственом иницијативом изводи свој утицај за свако културно напредовање у Шумадији, а првенствено у шумадијским селима, да потпомаже општинске и самоуправне власти у погледу остварења културних и хуманитарних циљева. Циљ је био и да зближи Шумадинце и њихове породице, које су настањене у Београду, а путем повремених састанака, забава, концерата, предавања, излета и слично.
Друштво је материјално и морално помагало своје чланове и њихове породице, а нарочито децу сиромашних родитеља, који су се у Београду школовали или учили занат. Удружење је било аполитично. Удружење је славило Сретење 15. фебруара, као своју славу, као успомену на Први српски устанак, који је и почео у Шумадији. 
Удружење је имало око 500 чланова, добротвора и пријатеља. Улог је у последњим годинама постојања друштва износио 500 динара за добротворе, за утемељиваче 300 динара, за редовне чланове 30 динара и помагаче 20 динара годишње. Чланови из унутрашњости плаћали су половину предвиђеног улога. Удружење је финансије прикупљало и на разним догађајима. Имовина удружења, специјална завештања и новац из свих фондова, које оснују појединачно завештачи или само удружење може се употребити само за оно за шта су намењени. Ако се из ма ког разлога удружење угаси или изврши ликвидацију, онда се сва његова имовина предаје Црвеном крсту у Крагујевцу.
Удружење је много труда уложило у слање књига по шумадијским селима, као и на повезивање других хуманих друштава из овог краја са својим. Хумана друштва из Крагујевца и околних крајева редовно су слали своје представнике на славу удружења и на њихове забаве и догађаје. Удружење је подизало и воћњаке из којих су се усеви делили бесплатно људима. Због овога су оснивани подклубови у Шумадији, како би помоћу њих лакше спроводили своје циљеве. У свим овим хуманитарним идејама једини фактор који их је успоравао биле су финансије. И поред свих тешкоћа друштво је за време свог постојања било веома корисно и драгоцено и Шумадинцима и људима ван овог региона.